# Шоймушень
Шоймушень, Шоймушені (рум. Șoimușeni) — село у повіті Селаж в Румунії. Входить до складу комуни Летка.
Село розташоване на відстані 384 км на північний захід від Бухареста, 29 км на північний схід від Залеу, 64 км на північ від Клуж-Напоки.

## Населення
За даними перепису населення 2002 року у селі проживали 104 особи, усі — румуни. Усі жителі села рідною мовою назвали румунську.